# Mesocyclops yesoensis
Mesocyclops yesoensis – gatunek widłonoga z rodziny Cyclopidae. Nazwa naukowa tego gatunku skorupiaków została opublikowana w 1999 roku przez japońskiego biologa Teruo Ishidę. Miejsce typowe to rów przydrożny w Asahicho, Yoichi-machi (na japońskiej wyspie Hokkaido).